# Скирино
Скирино — деревня в Солецком районе Новгородской области.

## География
Находится в западной части Новгородской области на расстоянии приблизительно 6 км на восток-северо-восток по прямой от районного центра города Сольцы на левом берегу реки Шелонь.

## История
На карте 1840 года уже была обозначена как поселение с 59 дворами. На карте 1847 года была обозначена уже с 67 дворами. До 2020 года входила в состав Выбитского сельского поселения.

## Население
Численность населения: 142 человека (русские 92 %) в 2002 году, 128 в 2010 году.